# Lünsholz (Naturschutzgebiet)
Der Lünsholz ist ein Naturschutzgebiet in den niedersächsischen Gemeinden Südheide im Landkreis Celle und Suderburg im Landkreis Uelzen.

## Allgemeines
Das Naturschutzgebiet mit dem Kennzeichen NSG LÜ 314 ist circa 170 Hektar groß. Davon liegen etwa 2,1 Hektar im Landkreis Uelzen. Das Gebiet ist nahezu deckungsgleich mit dem gleichnamigen, 171,77 Hektar großen FFH-Gebiet und liegt im EU-Vogelschutzgebiet „Südheide und Aschauteiche bei Eschede“. Das Naturschutzgebiet grenzt im Süden an das Landschaftsschutzgebiet „Südheide im Landkreis Celle“ (LSG CE 025). Nach Nordwesten und auf dem Gebiet des Landkreises Uelzen grenzt es an das Landschaftsschutzgebiet „Blaue Berge mit Hardautal“ (LSG UE 013). Das Naturschutzgebiet steht seit dem 1. Februar 2018 unter Schutz. Zuständige untere Naturschutzbehörden sind die Landkreise Celle und Uelzen.

## Beschreibung
Das Naturschutzgebiet liegt zwischen Uelzen und Celle östlich der Ortschaft Unterlüß im Naturpark Südheide. Es stellt einen auf nährstoffarmem Sand der Lüßmoränen in der Hohe Heide stockenden Drahtschmielen-Buchenwald unter Schutz. Im Nordosten des Schutzgebietes ist auch bodensaurer Eichenmischwald mit Stieleiche zu finden. Nur kleinflächig stocken im Naturschutzgebiet Nadelholzbestände. Der Anteil nicht standortgerechter Nadelgehölze soll reduziert und langfristig in natürlich vorkommende Waldgesellschaften umgewandelt werden.
Die Wälder im Schutzgebiet sind Teil des Lüßwaldes. Sie verfügen über einen hohen Anteil an Alt- und Totholz. Ein Teil des Waldgebietes mit zum Teil sehr alten Rotbuchen und Traubeneichen wurde 1974 als Naturwald „Lüßberg“ ausgewiesen und 1996 auf 29,1 Hektar erweitert.
Das Naturschutzgebiet ist Lebensraum u. a. verschiedener Vögel, Fledermäuse und Totholzkäfer. So wird der Schwarzstorch als wertbestimmende Art genannt, für den das Naturschutzgebiet ein potentielles Bruthabitat darstellt. Weitere wertbestimmende Vogelarten sind Raufußkauz und Schwarzspecht. Für den Hirschkäfer ist das Naturschutzgebiet ein potentieller Lebensraum. Bei einer 2015 durchgeführten Käferkartierung im FFH-Gebiet konnte er nicht nachgewiesen werden.
Durch das Naturschutzgebiet verlaufen mehrere Forst- und Wirtschaftswege.